# دومنیکو روسی (بازیکن فوتبال)
دومنیکو روسی (انگلیسی: Domenico Rossi؛ زادهٔ ۹ مهٔ ۲۰۰۰) بازیکن فوتبال اهل ایتالیا است.